# Friederike Kempner
Friederike Kempner (ur. 26 czerwca 1828 w Opatowie, zm. 23 lutego 1904 w Rychtalu) – niemiecka pisarka żydowskiego pochodzenia, poetka i działaczka społeczna, nazywana "śląskim łabędziem", "żydowskim słowikiem" lub "geniuszem niezamierzonego komizmu".

## Życiorys
W autobiografii odmłodziła się o 8 lat. Była córką Joachima i Marii, zarządców majątku w Opatowie niedaleko Kępna. Matka pochodziła z polsko-żydowskiej rodziny, była dobrze wykształcona i postępowa. Samodzielnie uczyła czworo dzieci (Dawida i Izydora, Luise i najmłodszą Friederike) francuskiego, historii, religii i literatury. Prawdopodobnie po matce właśnie Friederike odziedziczyła talent poetycki. Po latach także Luise i Dawid zostali literatami.
W wieku 16 lat przeprowadziła się z rodziną 1844 do Droschkau (dziś Drożki) w ówczesnym powiecie namysłowskim. Ojciec kupił znajdujący się nieopodal majątek ziemski, nazwany z czasem na cześć córki Friederikenhof (obecnie Gierczyce w gminie Rychtal).
W 1868, po śmierci ojca, wyprowadziła się z rodziną z Drożek, przenosząc się do Gierczyc. W lipcu tego samego roku zmarła matka Friederike.
Od lat młodzieńczych angażowała się w inicjatywy społeczne w Opatowie i w okolicach Rychtala. Pomagała matce w działalności charytatywnej. Finansowo wspierała ubogich mieszkańców wspomnianych miejscowości (rozdawała potrzebującym chleb raz w tygodniu). W Opatowie zajmowała się chorymi i potrzebującymi, towarzyszyła zmarłym w ostatniej drodze. Była cenioną działaczką społeczną i to ten aspekt jej działalności wpłynął na jej popularność. Sława poetki przyszła później. Walczyła o prawa obywatelskie, popierała reformy socjalne, ujawniała i piętnowała przypadki łamania praw człowieka i zwierząt.
Nie wyszła za mąż, nie pozostawiła potomków. Według literaturoznawcy Herrmanna Mostara bardziej kochała zwierzęta: papugę Koberle, psa Nero i kanarka Księcia. Nazywano ją Fräulein Kempner (panną Kempnerówną). Z wiekiem pogarszał się jej wzrok, w końcu niemal zupełnie oślepła, więc wycofała się z życia publicznego i utrzymywała kontakty tylko z grupą znajomych i rodziną.
Jej siostrzeńcem był Jakob van Hoddis.
Zgodnie z jej ostatnią wolę jej ciało zostało spalone w jedynym istniejącym w ówczesnych Prusach krematorium w Gothcie w Turyngii. Prochy złożono na starym cmentarzu żydowskim przy ul. Ślężej we Wrocławiu.

## Twórczość
Określana jest jako poetka śląska lub żydowska. Herrmann Mostar nazwał ją "śląskim łabędziem" (der schlesische Schwan), a inni krytycy "żydowskim słowikiem" (der jüdische Nachtigall).
Pisała głównie polemiki i memorały (niem. Denkschrift), które szybko przyniosły jej popularność. Podejmowała odważne tematy: wiwisekcję, szkodliwość izolatek więziennych, narastający antysemityzm, zaostrzające się nierówności społeczne. Śmierć pozorna stała się leitmotivemem jej poezji. Żądała bezpłatnego dostępu do edukacji dla wszystkich, opieki socjalnej i zagwarantowania miejsc pracy zapewnionej przez państwo, zniesienia kary śmierci, aresztu w odosobnieniu oraz zwalczania czynników skłaniających do przestępczości, o czym pisała w Das Büchlein von der Menschheit (Książeczka o człowieczeństwie, 1885). Chwaliła prawodawstwo socjalne w Niemczech. W wierszach opiewała wieś Droszków, wspominała rodziców. W wierszu Poniatowsky w monologu księcia Józefa Poniatowskiego zawarła opis położenia narodu polskiego podczas zaborów. Popierała polskie działania antyzaborcze. Po bitwie pod Sedanem w 1870 agitowała na rzecz pokoju między Prusami a Francją.
Memoriały wysyłała do władców europejskich. Była doceniana m.in. przez cara Aleksandra II, królową Wielkiej Brytanii, króla Belgii czy króla Prus Wilhelma I.
W 1850 opublikowała najbardziej znaną polemikę, która doczekała się 6 wznowień. To Denkschrift über die Notwendigkeit der gesetzlichen Einführung von Leichenhäusern (Memoriał o konieczności ustawowego wprowadzenia domów pogrzebowych). Była to reakcja na przypadki grzebania żywcem. Uważała to za akt barbarzyństwa i wykroczenie przeciwko prawom człowieka. Domagała się budowy domów pogrzebowych i jasnej definicji śmierci klinicznej. Chciała wydłużenia okresu między czasem zgonu a pochówkiem lub kremacją. Poglądy te wynikały zarówno z jej wrażliwości i działalności społecznej, jak i z lęku przed pozorną śmiercią, co pod koniec jej życia przybrało formę niemal obsesji. Wspomniany memoriał wpłynął na zmianę prawa – od 1871 w Prusach ogłoszono 5–7 dniowy okres karencji między śmiercią a pochówkiem.
Była krytykowana, a jednocześnie ceniona za język i styl skłaniające do śmiechu (nadużywanie apostrofów, rozciąganie słowa przez nadużywanie samogłoski "e").
Debiutowała dramatem Berenize (1861). W 1862 wydała dwie nowele: Roger Bacon i Eine Frage Friedrichs des Groβen.
W wieku 62 lat, w 1880, została zauważona szerzej dzięki literaturoznawcy Paulowi Lindauowi. W wydawanym przez siebie czasopiśmie „Die Gegenwart” ("Współczesność") opublikował jej wiersze oraz bardzo pochlebną opinię, choć również dobrze tekst, miejscami ironiczny i cyniczny, mógł być prowokacją.Niemniej od tamtej pory poetycka twórczość Kempner zyskała liczne grono wiernych czytelniczek i czytelników. W ciągu 20 lat jej wiersze wznawiano 20 razy, uzupełniając o kolejne utwory. Ostatnie wydanie ukazało się w 1903.
Jednocześnie doświadczyła antysemityzmu, żartów, ironicznych komentarzy i wielu parodii. Bardzo przeżyła kierowane w jej stronę obelgi, ale nadal pisała, przekonana o (po)wadze swojej twórczości.
Po śmierci pisarki rodzina wykupiła cały nakład jej antologii, by uchronić dobre imię rodziny, co przyczyniło się do spadku popularności jej tekstów. Po 1904 rodzina wstrzymała wydawanie dzieł pisarki. W okresie rządów nazistów jej twórczość została w Niemczech zakazana ze względu na żydowskie korzenie autorki. W 1952 dzięki literaturoznawcy Herrmannowi Mostarowi, który ponownie wydał jej wiersze, wróciła do kanonu. Utwory Kempner zostały poprzedzone krytyczną analizą z opisem tła historycznego oraz biografią autorki. Mimo starań Mostara oraz krytycznej analizy Waltera Meckauersa (1956), pisarka pozostała nieznana szerszej publiczności. 

## Upamiętnienie
W 1989 we Freiburgu Bryzgowijskim powstało Towarzystwo Friederike Kempner. W 1994 we Wrocławiu i Berlinie zaprezentowano wystawę jej poświęconą (z okazji 90. rocznicy śmierci). Wystawiano liczne monodramy upamiętniające poetkę.